# Mark Everett
David Mark Everett (ur. 2 września 1968 w Milton) – amerykański lekkoatleta, specjalizujący się w biegach średniodystansowych, trzykrotny uczestnik letnich igrzysk olimpijskich (Seul 1988, Barcelona 1992, Sydney 2000).

## Sukcesy sportowe
- ośmiokrotny mistrz Stanów Zjednoczonych w biegu na 800 metrów – 1988, 1990, 1991, 1993, 1994, 1997, 1998, 2000[1]
- dwukrotny halowy mistrz Stanów Zjednoczonych w biegu na 500 metrów – 1992, 1993
- dwukrotny halowy mistrz Stanów Zjednoczonych w biegu na 800 metrów – 1997, 1998[2]

| Rok  | Miasto   | Zawody                    | Konkurencja        | Wynik         |
| ---- | -------- | ------------------------- | ------------------ | ------------- |
| 1991 | Tokio    | mistrzostwa świata        | bieg na 800 m      | brązowy medal |
| 1993 | Toronto  | halowe mistrzostwa świata | sztafeta 4 × 400 m | złoty medal   |
| 1995 | Göteborg | mistrzostwa świata        | bieg na 800 m      | 8. miejsce    |
| 1997 | Paryż    | halowe mistrzostwa świata | sztafeta 4 × 400 m | złoty medal   |
| 1997 | Ateny    | mistrzostwa świata        | bieg na 800 m      | 8. miejsce    |

## Rekordy życiowe
- bieg na 300 metrów (hala) – 33,41 – Gainesville 15/01/1989
- bieg na 400 metrów – 44,59 – Helsinki 27/06/1991
- bieg na 400 metrów (hala) – 45,44 – Gainesville 28/02/1991
- bieg na 500 metrów (hala) – 1:01,29 – Gainesville 02/03/2000
- bieg na 800 metrów  1:43,20 – Linz 09/07/1997
- bieg na 800 metrów (hala) – 1:46,28 – Gainesville 25/02/1990